# Stephanie Baczyk
Stephanie Baczyk (* 11. Dezember 1986 in Hannover) ist eine deutsche Sportjournalistin und -reporterin.

## Leben
Baczyk studierte Sozialwissenschaften an der Universität zu Köln und Kultur- und Medienmanagement am KMM Hamburg – Institut für Kultur- und Medienmanagement. Nach dem Abschluss ihres Studiums war sie als Hospitantin in der Sportredaktion der Bild-Zeitung sowie als freie Mitarbeiterin für den Sport-Informations-Dienst tätig. Es folgte ein Volontariat bei Antenne Niedersachsen; danach war sie als Jungredakteurin für die Morning Show und Moderatorin für den Sender aktiv.
Seit Frühjahr 2015 arbeitet Baczyk als Sportreporterin für Radio- und Fernsehproduktionen des Rundfunk Berlin-Brandenburg. Beim RBB kommentiert sie vor allem Fußballübertragungen im Frauen- und Männerbereich. Für die Sportschau war sie als Reporterin bei den Fußball-Weltmeisterschaften der Frauen 2015, 2019 und 2023 sowie der Fußball-Europameisterschaften der Frauen 2017, 2022 und 2025 im Einsatz. In den sozialen Medien erhielt sie für ihre Liveberichterstattung im Rahmen der Fußball-Weltmeisterschaft der Frauen 2019 viel Lob; Florian Weiß von Focus Online bezeichnete sie in der Folge als „größte Gewinnerin der Frauen-WM 2019“. Zur Saison 2019/20 wurde Baczyk Bundesliga-Kommentatorin der ARD Sportschau. Für die ARD war sie auch als Reporterin und Kommentatorin bei den Olympischen Sommerspielen 2021 und den Olympischen Sommerspielen 2024 im Einsatz.